# Cato Bakman
Cato Emil Bakman (født 15. marts 1918 i Nykøbing Mors, død 10. december 1943 på Bispebjerg Hospital) var en dansk modstandsmand.
Han var stud.med. og læge på Bispebjerg Hospital, hvor læge Karl Henrik Køster (1910-1970) under jødeaktionen i oktober 1943 hjalp danske jøder med at skjule sig under påskud af, at de var indlagt på sygehuset. Også Erik Husfeldt var involveret.
Cato Bakman tilhørte Frit Danmarks nyhedstjeneste, Studenternes Efterretningstjeneste og Jørgen Kielers gruppe i Holger Danske. Han deltog i etableringen af det illegale blad Nyhedstjenesten fra oktober 1943 og organiserede flugthjælp til jøderne fra Bispebjerg Hospital til Møn, hvor Niels Rosenkrantz på Liselund hjalp dem videre. Hans dæknavn var "Jens Hansen". Han hjalp også kollegaen Frits Johan Blichfeldt Møller, som blev dræbt året efter.
Gestapo opsøgte den 9. december Karl Henrik Køster i hans embedsbolig på hospitalet (nr. 20D). Køster var ikke hjemme, men det var Cato Bakman. Han blev tilbageholdt og forsøgte at undslippe ved at kaste sig ud af et vindue, men han blev skudt 4-5 gange af tyskerne og blev indlagt på sygehuset, hvor han døde dagen efter i armene på sin hustru, Karen Andrea "Drea" Gottlieb Bakman, født Thomsen. Hun var sygeplejerske på Bispebjerg Hospital og fortsatte modstandsarbejdet.
Bakman er begravet ved Ansgarkirken i Hedehusene.
Han og 24 andre studerende ved Københavns Universitet er mindet ved en mindetavle på Frue Plads, port A.